# Baszta Browarna
Baszta Browarna – baszta obronna Głównego Miasta w Gdańsku. Zachowana w formie zrekonstruowanej. 

## Historia
Prostokątna baszta w południowym ciągu muru wysokiego Głównego Miasta. Wzniesiona w połowie XIV wieku. Nazwa baszty nawiązuje do niezachowanej ulicy Browarnej, która przebiegała w jej pobliżu. Pierwotnie miała formę niezadaszonego występu w murze o trzech ścianach. W XV wieku obiekt podwyższono i zadaszono oraz dodano czwartą ścianę. Utraciła znaczenie militarne z powodu rozbudowy fortyfikacji poprzedzającego ją Starego Przedmieścia, w XVII wieku została wkomponowana w zespół budynków Dworu Miejskiego. Zniszczona w 1945 roku, odbudowana w latach 1965–1970. Sąsiaduje z Basztą Schultza. 